# Hrobka Pallaviciniů
Hrobka rodu Pallavicini, též  mauzoleum Pallaviciniů je pohřební kaple v historizujícím slohu z let 1901–1902 na mírném návrší v parku 2,5 km severně od města Jemnice u silnice na Chotěbudice v okrese Třebíč. Sloužila jako pohřebiště původně italské šlechtické rodiny Pallaviciniů, která v letech 1841–1945 vlastnila zámek Jemnice. Budova je památkově chráněná a je v majetku města Jemnice.

## Historie

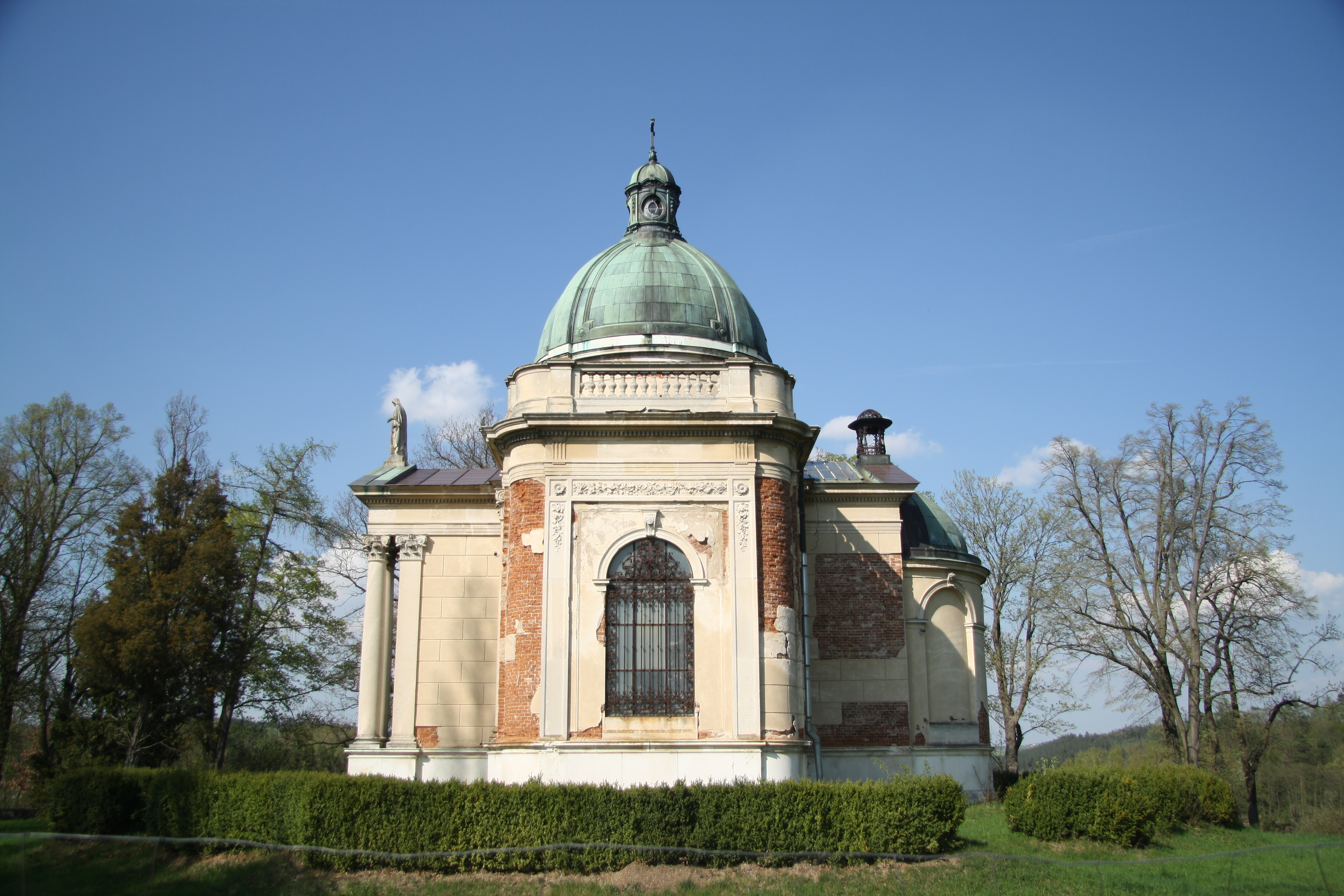
Pohled od jihu

V roce 1842 (nebo 1841) koupil markrabě Alfons Pallavicini (1807–1875) panství Jemnice-Staré Hobzí od Terezie z Trauttmansdorff-Weinsbergu, rozené Nádasdyové (1771–1847). Na popud Alfonsovy manželky Gabriely, rozené Fürstenbergové (1821–1895) došlo k velkolepé přestavbě zámeckého areálu v Jemnici. V roce 1871 byly majetky na Moravě začleněny do rodového fideikomisu Mindszent.
Impulsem k výstavbě mauzolea v Jemnici byla tragická nehoda rakousko-uherského diplomata Karla Pallaviciniho (1877–1900), který se smrtelně zranil 15. ledna 1900 při honu na lišku v Anglii. Jeho matka si přála vybudovat místo posledního odpočinku pro prvorozeného syna na místě viditelném ze zámku. V letech 1901–1902 nechal otec Alexandr Osvald markrabě Pallavicini (1853–1933) podle projektu z roku 1900 na svém sídelním panství v Jemnici vystavět rodovou hrobku.
Pohřební kaple byla postavena v neoklasicistním stylu podle návrhu vídeňského architekta a dvorního stavebního rady Otto Hofera. Po jeho smrti roku 1901 vedl stavbu vídeňský architekt Wilhelm Zeeh. Vlastní realizaci stavby v roce 1902 provedli místní řemeslníci z Jemnice, zednické práce vedl Josef Faast a tesařské práce Jan Dvořák. Kamenické práce obstarali Eduard Hauser a Andreas Francini. Sochařská výzdoba je dílem Víta Matouška (Matuscheka), akademického sochaře Ignáce Weiricha a Johannese Benka (1844–1914).
V roce 1954 a 1991 bylo mauzoleum vykradeno. Zloději později zcizili část měděného střešního pláště a v srpnu 2014 kovové součásti oplocení.
Dne 1. listopadu roku 2001 se v hrobce sloužila mše svatá za zemřelé. Celebroval ji jemnický farář P. Josef Brychta za přítomnosti Alfonse Pallaviciniho a jeho matky.
Obnova památky probíhala postupně v letech 2020 (střešní krytina až po balustrády, včetně sochy Panny Marie – alegorie Víry, které byl doplněn zmizelý kříž) a 2021. Po restaurování by hrobka mohla být zpřístupněna a mohla by v ní být umístěna expozice o rodu Pallavicini. V roce 2023 byla zrekonstruována omítka, sokly a schody, tím byla dokončena rekonstrukce vnější části hrobky.

## Architektura

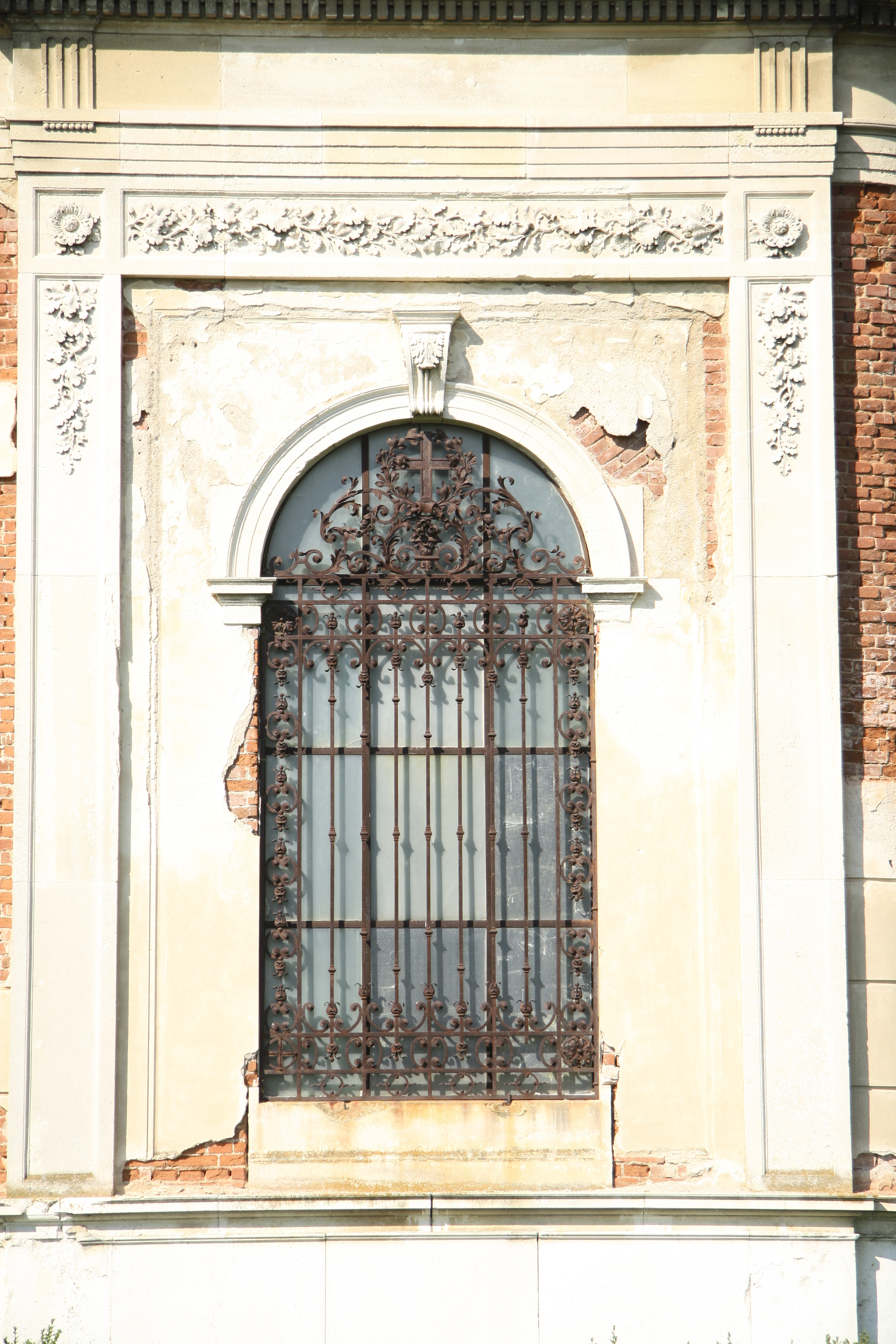
Okno

Monumentální volně stojící hrobka byla postavena na půdorysu rovnoramenného (řeckého) kříže se zaoblenými rohy. Nad křížením je  na tamburu mohutná kupole, jejíž válec je lemován pilastry s římsovitými hlavicemi a která je zakončena lucernou s křížem. Koncha na východní straně je zavržena kupolí, která nepřesahuje válec středové části hrobky a je vtlačena do frontonu. Boční prostory jsou zdobeny bosováním a jsou ukončeny balustrovou atikou.
Mauzoleum stojí na mírně vyvýšené terase, ke které vede ze západní strany šest kamenných schodů. Okolo hrobky je položen chodník, který tvoří  dlaždice z mrákotínské žuly. Pravoúhlý vstup do hrobky je rámován dvojicí sloupů s ionizujícími hlavicemi, na něž dosedá kladí s frontonem zdobeným uvnitř zubořezem a akantovou rozvilinou, která ve středu vytváří kruh s písmeny APX.
Fronton završuje socha světice (Panny Marie) v životní velikosti v rozevlátém šatu s křížem v pravé ruce.
Krov tvoří železná konstrukce. Na stavbě byly použity vzácné materiály jako třetihorní pískovec z Dolních Rakous či mramor z Itálie.
Mauzoleum obklopuje parkově upravená plocha pravidelného čtvercového půdorysu. Areál je ohrazený zděnou zídkou s úseky dekorativního mřížového oplocení. Ve východním rohu areálu se nacházejí stavební pozůstatky bývalého domu správce, který se někdy označoval jako hájovna (architekt Wilhelm Zeeh). Směrem na severovýchodu terén mírně klesá, takže hájovna stávala o něco níže než hrobka a pohledově se v areálu neuplatňovala.

## Interiér
V přízemí je jediná místnost, jejíž podlaha je kryta kamennými dlaždicemi. U vchodu stojí sochy sv. Alfonse a sv. Karla Boromejského v životní velikosti od akademického sochaře Ignáce Weiricha. Ústřední oltář proti vchodu do mauzolea zdobí monumentální bronzová plastika Krista na kříži Consummatum est (Dokonáno jest) od stejného sochaře z roku 1902. Na pravém boku je vyryto: Ig. Weirich fecit Roma 1902, to jest Ignác Weirich vytvořil v Římě 1902. Tento kříž je považován za jeho nejlepší dílo. Možným autorem oltářní architektury, na níž je kříž umístěn, je Jože Plečnik. Ve cviklech centrální části jsou medailony s reliéfy čtyř evangelistů. Boční prostory jsou prosvětleny segmentovitě završenými okny ve vytažených odstupňovaných štukových šambránách. V těchto postranních kruhovitých výklencích jsou rozestavěny masivní umělecky opracované sarkofágy z bílého mramoru, v nichž bývaly uloženy tělesné ostatky příslušníků rodiny Pallavicini. Vlevo jsou tři, vpravo čtyři.
Na mramorové desce s ušima je nápis Stavebník Alexander Markgraf / Pallavicini im Jahre 1902 / Architekt Wilhelm Zell / Josef Faast Baumeister / Veitt Mataschek Bildhauer.

## Seznam pohřbených
Původní rodové pohřebiště Pallaviciniů se nacházelo v uherském Ányásu na panství Mindszent, ale bylo dlouhodobě nevyhovující, protože se nacházelo v záplavovém území řeky Tisy. V rodinném mauzoleu v Jemnici bylo pohřbeno osm členů rodu, jehož příslušníci byli v letech 1842–1945 posledními soukromými vlastníky jemnického velkostatku (do roku 1848 panství). Šest pochovaných zemřelo ve 20. století, do hrobky byly uloženy i ostatky dvou členů rodu, kteří zemřeli ve stoletím předchozím. Před uložením do rakví balzamoval ostatky zámecký lékař Josef Švejda. Při vloupání v roce 1991 byly násilně otevřeny mramorové sarkofágy i zinkové rakve a těla roztahána po hrobce. V hrobce od 90. let 20. století zůstalo pouze tělo hraběnky Gabriely Pallaviciniové, jejíž ostatky jsou uloženy v podzemní hrobce. Balzamovaná těla ostatních příslušníků rodu byla zpopelněna a urny předány na jaře 2012 potomkům do Maďarska. Kaple z roku 1850 v Ányásu, která sloužila jako pohřební místo, však byla po druhé světové válce zničena a vyhozena do povětří. Nová rodinná hrobka Pallaviciniů proto byla zřízena a 11. května 2013 vysvěcena za přítomnosti Alfonse Pallaviciniho (* 1964) na Horním hřbitově ve městě Sándorfalva, které založil Alexander Oswald Pallavicini.

### Chronologicky podle data úmrtí
V tabulce jsou uvedeny základní informace o pohřbených. Fialově jsou vyznačeni příslušníci rodu Pallavicini, žlutě manželky přivdané do rodiny a červeně majitelé jemnického velkostatku. Zeleně jsou vyznačeni členové rodu, kteří jsou od roku 2013 pohřbeni v rodinné hrobce v Sándorfalvě v Maďarsku. Historie rodu sahá snad až do 10. století, v roce 1360 získali titul markýz, avšak zde jsou generace počítány teprve od Gian Carla Pallaviciniho (1739–1789), který se oženil s uherskou hraběnkou Leopoldinou Zichy de Zich et Vásonkeö (1758–1846). Jejich syn (2. generace) Eduard (1787–1839), který se oženil s Josefínou z Hardeggu (1784–1850), získal v roce 1803 uherský indigenát a v roce 1835 zřídil uherský fideikomis. Další generace získala panství Jemnice a český inkolát. U manželek je generace v závorce a týká se generace manžela.
| Pořadí | Gene-race | Jméno pohřbeného              | Datum a místo narození             | Otec                                                                           | Datum a místo sňatku, choť                             | Pohřeb a uložení do hrobky | Poznámky |
| Pořadí | Gene-race | Jméno pohřbeného              | Datum a místo úmrtí                | Matka                                                                          | Datum a místo sňatku, choť                             | Pohřeb a uložení do hrobky | Poznámky |
| ------ | --------- | ----------------------------- | ---------------------------------- | ------------------------------------------------------------------------------ | ------------------------------------------------------ | --- | --- |
| 1.     | 3.        | Alfons Pallavicini            | 7. 3. 1807 Vídeň                   | Eduard Pallavicini 9. 3. 1787 Vídeň – 20. 4. 1839 Vídeň                        | 24. 11. 1844 Vídeň: Gabriela z Fürstenbergu (č. 2)     | Původně pohřben v Ányásu. | C. k. komoří a kadet u armády (c. k uherský husarský regiment č. 8). Majitel panství (velkostatku) Jemnice-Staré Hobzí (1842–1875, od roku 1871 součást fideikomisu). V roce 1843 získal český šlechtický inkolát. |
| 1.     | 3.        | Alfons Pallavicini            | 7. 3. 1875 Vídeň                   | Josefína z Hardeggu 2. 5. 1784 Vídeň – 23. 12. 1850 Vídeň                      | 24. 11. 1844 Vídeň: Gabriela z Fürstenbergu (č. 2)     | Původně pohřben v Ányásu. | C. k. komoří a kadet u armády (c. k uherský husarský regiment č. 8). Majitel panství (velkostatku) Jemnice-Staré Hobzí (1842–1875, od roku 1871 součást fideikomisu). V roce 1843 získal český šlechtický inkolát. |
| 2.     | (3.)      | Gabriela z Fürstenbergu       | 17. 3. 1821 Vídeň                  | Bedřich Karel z Fürstenbergu 26. 1. 1774 Vídeň – 4. 2. 1856 Vídeň              | 24. 11. 1844 Vídeň: Alfons Pallavicini (č. 1)          | Místo původního pohřbu není známo. Po výstavbě byla uložena do nadzemního sarkofágu, balzamování ostatků se ale ukázalo jako nedostatečné a ve 40. letech 20. století byla proto pohřbena do podzemní krypty. | Dáma Řádu hvězdového kříže, palácová dáma. Porodila sedm dětí: - 1. Leopoldina, provd. Paarová (1845–1928, pohřbena v Bechyni) - 2. Tereza (1846–1916; č. 4) - 3. Josefína, provd. Trauttmansdorffová (1849–1923; pohřbena v Trauttmansdorffské hrobce v Horšovském Týně) - 4. Gabriela, provd. Ludwigstorff-Goldlambová (1851–1883) - 5. Alexander Oswald (1853–1933; č. 6) - 6. Marie, provd. van der Staten Ponthoz (1856–1919) - 7. Alfons Ernst (1859–1938; č. 7) |
| 2.     | (3.)      | Gabriela z Fürstenbergu       | 18. 3. 1895 Vídeň                  | Marie Terezie ze Schwarzenbergu 14. 10. 1780 Vídeň – 9. 11. 1870 Vídeň         | 24. 11. 1844 Vídeň: Alfons Pallavicini (č. 1)          | Místo původního pohřbu není známo. Po výstavbě byla uložena do nadzemního sarkofágu, balzamování ostatků se ale ukázalo jako nedostatečné a ve 40. letech 20. století byla proto pohřbena do podzemní krypty. | Dáma Řádu hvězdového kříže, palácová dáma. Porodila sedm dětí: - 1. Leopoldina, provd. Paarová (1845–1928, pohřbena v Bechyni) - 2. Tereza (1846–1916; č. 4) - 3. Josefína, provd. Trauttmansdorffová (1849–1923; pohřbena v Trauttmansdorffské hrobce v Horšovském Týně) - 4. Gabriela, provd. Ludwigstorff-Goldlambová (1851–1883) - 5. Alexander Oswald (1853–1933; č. 6) - 6. Marie, provd. van der Staten Ponthoz (1856–1919) - 7. Alfons Ernst (1859–1938; č. 7) |
| 3.     | 5.        | Karel Pallavicini             | 21. 3. 1877 Vídeň                  | Alexander Oswald Pallavicini (č. 6)                                            |                                                        | | |
| 3.     | 5.        | Karel Pallavicini             | 15. 1. 1900 Melton Mowbray, Anglie | Irma Széchényi (č. 5)                                                          |                                                        | | |
| 4.     | 4.        | Tereza Pallavicini            | 16. 9. 1846 Vídeň                  | Alfons Pallavicini (č. 1)                                                      |                                                        | | |
| 4.     | 4.        | Tereza Pallavicini            | 15. 4. 1916 Vídeň                  | Gabriela z Fürstenbergu (č. 2)                                                 |                                                        | | |
| 5.     | (4.)      | Irma Széchényi                | 28. 6. 1855 Sopron                 | Koloman Széchényi z Sárvár-Felsövidéku 6. 10. 1824 Sopron – 17. 1. 1914 Sopron | 20. 6. 1876 Vídeň: Alexander Oswald Pallavicini (č. 6) | | Dáma Řádu hvězdového kříže, palácová dáma. Porodila tři syny: 1. Karel Maria (1877–1900; č. 3) 2. Alfons Karl (1883–1958), poslední soukromý majitel zámku Jemnice (1933–1945). 3. Alexander Koloman (1890–1941; č. 8) |
| 5.     | (4.)      | Irma Széchényi                | 7. 10. 1932 Jemnice                | Karolína z Grünne 5. 7. 1832 Vídeň – 21. 3. 1911 Štýrský Hradec (Graz)         | 20. 6. 1876 Vídeň: Alexander Oswald Pallavicini (č. 6) | | Dáma Řádu hvězdového kříže, palácová dáma. Porodila tři syny: 1. Karel Maria (1877–1900; č. 3) 2. Alfons Karl (1883–1958), poslední soukromý majitel zámku Jemnice (1933–1945). 3. Alexander Koloman (1890–1941; č. 8) |
| 6.     | 4.        | Alexander Oswald Pallavicini  | 6. 5. 1853 Vídeň                   | Alfons Pallavicini (č. 1)                                                      | 20. 6. 1876 Vídeň: Irma Széchényi (č. 5)               | | C. k. tajný rada a komoří, rytíř Řádu zlatého rouna, rytíř Řádu železné koruny II. stupně, rytíř Maltézského řádu a důstojník c. k. armády. V roce 1868 mu bylo potvrzeno užívání titulu markrabě v Rakousku. Majitel velkostatku Jemnice (1875–1933). |
| 6.     | 4.        | Alexander Oswald Pallavicini  | 14. 4. 1933 Vídeň                  | Gabriela z Fürstenbergu (č. 2)                                                 | 20. 6. 1876 Vídeň: Irma Széchényi (č. 5)               | | C. k. tajný rada a komoří, rytíř Řádu zlatého rouna, rytíř Řádu železné koruny II. stupně, rytíř Maltézského řádu a důstojník c. k. armády. V roce 1868 mu bylo potvrzeno užívání titulu markrabě v Rakousku. Majitel velkostatku Jemnice (1875–1933). |
| 7.     | 4.        | Alfons Ernst Pallavicini      | 25. 4. 1859 Vídeň                  | Alfons Pallavicini (č. 1)                                                      |                                                        | | |
| 7.     | 4.        | Alfons Ernst Pallavicini      | 6. 10. 1938 Vídeň                  | Gabriela z Fürstenbergu (č. 2)                                                 |                                                        | | |
| 8.     | 5.        | Alexander Koloman Pallavicini | 15. 11. 1890 Jemnice               | Alexander Oswald Pallavicini (č. 6)                                            |                                                        | | C. k. komoří a nadporučík (Oberleutnant) Husarského regimentu č. 3, čestný rytíř Maltézského řádu. |
| 8.     | 5.        | Alexander Koloman Pallavicini | 26. 12. 1941 Budapešť              | Irma Széchényi (č. 5)                                                          |                                                        | | C. k. komoří a nadporučík (Oberleutnant) Husarského regimentu č. 3, čestný rytíř Maltézského řádu. |

### Rozmístění sarkofágů
Jména jsou v němčině, jak jsou uvedena na sarkofázích. Čísla odpovídají pořadí úmrtí podle předchozí tabulky.
| Gabrielle (č. 2) ostatky uloženy v podzemí | kněžiště vstup | Alexander (č. 8) |
| Alfons (č. 1)                              | kněžiště vstup | Alexander (č. 6) |
| Therese (č. 4)                             | kněžiště vstup | Irma (č. 5)      |
| Alfons Ernst (č. 7)                        | kněžiště vstup | Carl (č. 3)      |

### Příbuzenské vztahy pohřbených
Následující schéma znázorňuje příbuzenské vztahy. Červeně orámovaní byli pohřbeni v hrobce, modře je zvýrazněn poslední soukromý majitel velkostatku Alfons (1883–1958), kterému byl majtek v roce 1945 zkonfiskován. Arabské číslice odpovídají pořadí úmrtí podle předchozí tabulky. Římské číslice představují pořadí manžela nebo manželky, pokud někdo uzavřel sňatek více než jednou. Vzhledem k účelu schématu se nejedná o kompletní rodokmen Pallaviciniů.
|                                      |                                      |                                      |                                      |                                      |                                      | Gian Carlo Pallavicini 1739–1789 | Gian Carlo Pallavicini 1739–1789 | Gian Carlo Pallavicini 1739–1789     | Gian Carlo Pallavicini 1739–1789     | Gian Carlo Pallavicini 1739–1789     | Gian Carlo Pallavicini 1739–1789     |                                      |                                      |                                  |                                  |                                 |                                 | Leopoldina Zichy de Zich et Vásonykeö 1758–1846 | Leopoldina Zichy de Zich et Vásonykeö 1758–1846 | Leopoldina Zichy de Zich et Vásonykeö 1758–1846 | Leopoldina Zichy de Zich et Vásonykeö 1758–1846 | Leopoldina Zichy de Zich et Vásonykeö 1758–1846 | Leopoldina Zichy de Zich et Vásonykeö 1758–1846 |                                                 |                                                 |                                                 |                                                 |                                                 |                                                 |                                      |                                      |                                      |                                      |                                      |                                      |                                      |                                      |  |  |                                        |                                        |                                        |                                        |                                        |                                        |  |  |                                   |                                   |                                   |                                   |                                   |                                   |                               |                               |                                           |                                           |                                           |                                           |                                            |                                            |                                            |                                            |                                                   |                                                   |                                                   |                                                   |                                                   |                                                   |  |  |                                       |                                       |                                       |                                       |                                       |                                       |  |  |                              |                              |                              |                              |                              |                              |  |  |                                             |                                             |                                             |                                             |                                             |                                             |  |  |
|                                      |                                      |                                      |                                      |                                      |                                      | Gian Carlo Pallavicini 1739–1789 | Gian Carlo Pallavicini 1739–1789 | Gian Carlo Pallavicini 1739–1789     | Gian Carlo Pallavicini 1739–1789     | Gian Carlo Pallavicini 1739–1789     | Gian Carlo Pallavicini 1739–1789     |                                      |                                      |                                  |                                  |                                 |                                 | Leopoldina Zichy de Zich et Vásonykeö 1758–1846 | Leopoldina Zichy de Zich et Vásonykeö 1758–1846 | Leopoldina Zichy de Zich et Vásonykeö 1758–1846 | Leopoldina Zichy de Zich et Vásonykeö 1758–1846 | Leopoldina Zichy de Zich et Vásonykeö 1758–1846 | Leopoldina Zichy de Zich et Vásonykeö 1758–1846 |                                                 |                                                 |                                                 |                                                 |                                                 |                                                 |                                      |                                      |                                      |                                      |                                      |                                      |                                      |                                      |  |  |                                        |                                        |                                        |                                        |                                        |                                        |  |  |                                   |                                   |                                   |                                   |                                   |                                   |                               |                               |                                           |                                           |                                           |                                           |                                            |                                            |                                            |                                            |                                                   |                                                   |                                                   |                                                   |                                                   |                                                   |  |  |                                       |                                       |                                       |                                       |                                       |                                       |  |  |                              |                              |                              |                              |                              |                              |  |  |                                             |                                             |                                             |                                             |                                             |                                             |  |  |
|                                      |                                      |                                      |                                      |                                      |                                      |                                  |                                  |                                      |                                      |                                      |                                      |                                      |                                      |                                  |                                  |                                 |                                 |                                                 |                                                 |                                                 |                                                 |                                                 |                                                 |                                                 |                                                 |                                                 |                                                 |                                                 |                                                 |                                      |                                      |                                      |                                      |                                      |                                      |                                      |                                      |  |  |                                        |                                        |                                        |                                        |                                        |                                        |  |  |                                   |                                   |                                   |                                   |                                   |                                   |                               |                               |                                           |                                           |                                           |                                           |                                            |                                            |                                            |                                            |                                                   |                                                   |                                                   |                                                   |                                                   |                                                   |  |  |                                       |                                       |                                       |                                       |                                       |                                       |  |  |                              |                              |                              |                              |                              |                              |  |  |                                             |                                             |                                             |                                             |                                             |                                             |  |  |
|                                      |                                      |                                      |                                      |                                      |                                      |                                  |                                  |                                      |                                      |                                      |                                      |                                      |                                      |                                  |                                  |                                 |                                 |                                                 |                                                 |                                                 |                                                 |                                                 |                                                 |                                                 |                                                 |                                                 |                                                 |                                                 |                                                 |                                      |                                      |                                      |                                      |                                      |                                      |                                      |                                      |  |  |                                        |                                        |                                        |                                        |                                        |                                        |  |  |                                   |                                   |                                   |                                   |                                   |                                   |                               |                               |                                           |                                           |                                           |                                           |                                            |                                            |                                            |                                            |                                                   |                                                   |                                                   |                                                   |                                                   |                                                   |  |  |                                       |                                       |                                       |                                       |                                       |                                       |  |  |                              |                              |                              |                              |                              |                              |  |  |                                             |                                             |                                             |                                             |                                             |                                             |  |  |
|                                      |                                      |                                      |                                      |                                      |                                      |                                  |                                  |                                      |                                      |                                      |                                      | Eduard Pallavicini 1787–1839         | Eduard Pallavicini 1787–1839         | Eduard Pallavicini 1787–1839     | Eduard Pallavicini 1787–1839     | Eduard Pallavicini 1787–1839    | Eduard Pallavicini 1787–1839    |                                                 |                                                 |                                                 |                                                 |                                                 |                                                 | 3. Marie Josefa (Josefína) z Hardeggu 1784–1850 | 3. Marie Josefa (Josefína) z Hardeggu 1784–1850 | 3. Marie Josefa (Josefína) z Hardeggu 1784–1850 | 3. Marie Josefa (Josefína) z Hardeggu 1784–1850 | 3. Marie Josefa (Josefína) z Hardeggu 1784–1850 | 3. Marie Josefa (Josefína) z Hardeggu 1784–1850 |                                      |                                      |                                      |                                      |                                      |                                      |                                      |                                      |  |  |                                        |                                        |                                        |                                        |                                        |                                        |  |  |                                   |                                   |                                   |                                   |                                   |                                   |                               |                               |                                           |                                           |                                           |                                           |                                            |                                            |                                            |                                            |                                                   |                                                   |                                                   |                                                   |                                                   |                                                   |  |  |                                       |                                       |                                       |                                       |                                       |                                       |  |  |                              |                              |                              |                              |                              |                              |  |  |                                             |                                             |                                             |                                             |                                             |                                             |  |  |
|                                      |                                      |                                      |                                      |                                      |                                      |                                  |                                  |                                      |                                      |                                      |                                      | Eduard Pallavicini 1787–1839         | Eduard Pallavicini 1787–1839         | Eduard Pallavicini 1787–1839     | Eduard Pallavicini 1787–1839     | Eduard Pallavicini 1787–1839    | Eduard Pallavicini 1787–1839    |                                                 |                                                 |                                                 |                                                 |                                                 |                                                 | 3. Marie Josefa (Josefína) z Hardeggu 1784–1850 | 3. Marie Josefa (Josefína) z Hardeggu 1784–1850 | 3. Marie Josefa (Josefína) z Hardeggu 1784–1850 | 3. Marie Josefa (Josefína) z Hardeggu 1784–1850 | 3. Marie Josefa (Josefína) z Hardeggu 1784–1850 | 3. Marie Josefa (Josefína) z Hardeggu 1784–1850 |                                      |                                      |                                      |                                      |                                      |                                      |                                      |                                      |  |  |                                        |                                        |                                        |                                        |                                        |                                        |  |  |                                   |                                   |                                   |                                   |                                   |                                   |                               |                               |                                           |                                           |                                           |                                           |                                            |                                            |                                            |                                            |                                                   |                                                   |                                                   |                                                   |                                                   |                                                   |  |  |                                       |                                       |                                       |                                       |                                       |                                       |  |  |                              |                              |                              |                              |                              |                              |  |  |                                             |                                             |                                             |                                             |                                             |                                             |  |  |
|                                      |                                      |                                      |                                      |                                      |                                      |                                  |                                  |                                      |                                      |                                      |                                      |                                      |                                      |                                  |                                  |                                 |                                 |                                                 |                                                 |                                                 |                                                 |                                                 |                                                 |                                                 |                                                 |                                                 |                                                 |                                                 |                                                 |                                      |                                      |                                      |                                      |                                      |                                      |                                      |                                      |  |  |                                        |                                        |                                        |                                        |                                        |                                        |  |  |                                   |                                   |                                   |                                   |                                   |                                   |                               |                               |                                           |                                           |                                           |                                           |                                            |                                            |                                            |                                            |                                                   |                                                   |                                                   |                                                   |                                                   |                                                   |  |  |                                       |                                       |                                       |                                       |                                       |                                       |  |  |                              |                              |                              |                              |                              |                              |  |  |                                             |                                             |                                             |                                             |                                             |                                             |  |  |
|                                      |                                      |                                      |                                      |                                      |                                      |                                  |                                  |                                      |                                      |                                      |                                      |                                      |                                      |                                  |                                  |                                 |                                 |                                                 |                                                 |                                                 |                                                 |                                                 |                                                 |                                                 |                                                 |                                                 |                                                 |                                                 |                                                 |                                      |                                      |                                      |                                      |                                      |                                      |                                      |                                      |  |  |                                        |                                        |                                        |                                        |                                        |                                        |  |  |                                   |                                   |                                   |                                   |                                   |                                   |                               |                               |                                           |                                           |                                           |                                           |                                            |                                            |                                            |                                            |                                                   |                                                   |                                                   |                                                   |                                                   |                                                   |  |  |                                       |                                       |                                       |                                       |                                       |                                       |  |  |                              |                              |                              |                              |                              |                              |  |  |                                             |                                             |                                             |                                             |                                             |                                             |  |  |
| 1. Alfons Pallavicini 1807–1875      | 1. Alfons Pallavicini 1807–1875      | 1. Alfons Pallavicini 1807–1875      | 1. Alfons Pallavicini 1807–1875      | 1. Alfons Pallavicini 1807–1875      | 1. Alfons Pallavicini 1807–1875      |                                  |                                  | 2. Gabriela z Fürstenbergu 1821–1895 | 2. Gabriela z Fürstenbergu 1821–1895 | 2. Gabriela z Fürstenbergu 1821–1895 | 2. Gabriela z Fürstenbergu 1821–1895 | 2. Gabriela z Fürstenbergu 1821–1895 | 2. Gabriela z Fürstenbergu 1821–1895 |                                  |                                  | Artur Pallavicini 1810–1872     | Artur Pallavicini 1810–1872     | Artur Pallavicini 1810–1872                     | Artur Pallavicini 1810–1872                     | Artur Pallavicini 1810–1872                     | Artur Pallavicini 1810–1872                     |                                                 |                                                 | Tereza ze Spauru a Flavonu 1819–1902            | Tereza ze Spauru a Flavonu 1819–1902            | Tereza ze Spauru a Flavonu 1819–1902            | Tereza ze Spauru a Flavonu 1819–1902            | Tereza ze Spauru a Flavonu 1819–1902            | Tereza ze Spauru a Flavonu 1819–1902            |                                      |                                      | Hypolit Pallavicini 1818–1902        | Hypolit Pallavicini 1818–1902        | Hypolit Pallavicini 1818–1902        | Hypolit Pallavicini 1818–1902        | Hypolit Pallavicini 1818–1902        | Hypolit Pallavicini 1818–1902        |  |  | Karolína Františka z Erdödy 1823–1908  | Karolína Františka z Erdödy 1823–1908  | Karolína Františka z Erdödy 1823–1908  | Karolína Františka z Erdödy 1823–1908  | Karolína Františka z Erdödy 1823–1908  | Karolína Františka z Erdödy 1823–1908  |  |  | Alfréd Pallavicini 1813–1890      | Alfréd Pallavicini 1813–1890      | Alfréd Pallavicini 1813–1890      | Alfréd Pallavicini 1813–1890      | Alfréd Pallavicini 1813–1890      | Alfréd Pallavicini 1813–1890      |                               |                               | Veronika Bartock 1813–1890                | Veronika Bartock 1813–1890                | Veronika Bartock 1813–1890                | Veronika Bartock 1813–1890                | Veronika Bartock 1813–1890                 | Veronika Bartock 1813–1890                 |                                            |                                            | Roger Leopold Pallavicini 1814–1874               | Roger Leopold Pallavicini 1814–1874               | Roger Leopold Pallavicini 1814–1874               | Roger Leopold Pallavicini 1814–1874               | Roger Leopold Pallavicini 1814–1874               | Roger Leopold Pallavicini 1814–1874               |  |  | Eulalie Vay de Vaya 1812–1873         | Eulalie Vay de Vaya 1812–1873         | Eulalie Vay de Vaya 1812–1873         | Eulalie Vay de Vaya 1812–1873         | Eulalie Vay de Vaya 1812–1873         | Eulalie Vay de Vaya 1812–1873         |  |  | Osvald Pallavicini 1817–1877 | Osvald Pallavicini 1817–1877 | Osvald Pallavicini 1817–1877 | Osvald Pallavicini 1817–1877 | Osvald Pallavicini 1817–1877 | Osvald Pallavicini 1817–1877 |  |  | Helena Zichy de Zich et Vásonykeö 1834–1883 | Helena Zichy de Zich et Vásonykeö 1834–1883 | Helena Zichy de Zich et Vásonykeö 1834–1883 | Helena Zichy de Zich et Vásonykeö 1834–1883 | Helena Zichy de Zich et Vásonykeö 1834–1883 | Helena Zichy de Zich et Vásonykeö 1834–1883 |  |  |
| 1. Alfons Pallavicini 1807–1875      | 1. Alfons Pallavicini 1807–1875      | 1. Alfons Pallavicini 1807–1875      | 1. Alfons Pallavicini 1807–1875      | 1. Alfons Pallavicini 1807–1875      | 1. Alfons Pallavicini 1807–1875      |                                  |                                  | 2. Gabriela z Fürstenbergu 1821–1895 | 2. Gabriela z Fürstenbergu 1821–1895 | 2. Gabriela z Fürstenbergu 1821–1895 | 2. Gabriela z Fürstenbergu 1821–1895 | 2. Gabriela z Fürstenbergu 1821–1895 | 2. Gabriela z Fürstenbergu 1821–1895 |                                  |                                  | Artur Pallavicini 1810–1872     | Artur Pallavicini 1810–1872     | Artur Pallavicini 1810–1872                     | Artur Pallavicini 1810–1872                     | Artur Pallavicini 1810–1872                     | Artur Pallavicini 1810–1872                     |                                                 |                                                 | Tereza ze Spauru a Flavonu 1819–1902            | Tereza ze Spauru a Flavonu 1819–1902            | Tereza ze Spauru a Flavonu 1819–1902            | Tereza ze Spauru a Flavonu 1819–1902            | Tereza ze Spauru a Flavonu 1819–1902            | Tereza ze Spauru a Flavonu 1819–1902            |                                      |                                      | Hypolit Pallavicini 1818–1902        | Hypolit Pallavicini 1818–1902        | Hypolit Pallavicini 1818–1902        | Hypolit Pallavicini 1818–1902        | Hypolit Pallavicini 1818–1902        | Hypolit Pallavicini 1818–1902        |  |  | Karolína Františka z Erdödy 1823–1908  | Karolína Františka z Erdödy 1823–1908  | Karolína Františka z Erdödy 1823–1908  | Karolína Františka z Erdödy 1823–1908  | Karolína Františka z Erdödy 1823–1908  | Karolína Františka z Erdödy 1823–1908  |  |  | Alfréd Pallavicini 1813–1890      | Alfréd Pallavicini 1813–1890      | Alfréd Pallavicini 1813–1890      | Alfréd Pallavicini 1813–1890      | Alfréd Pallavicini 1813–1890      | Alfréd Pallavicini 1813–1890      |                               |                               | Veronika Bartock 1813–1890                | Veronika Bartock 1813–1890                | Veronika Bartock 1813–1890                | Veronika Bartock 1813–1890                | Veronika Bartock 1813–1890                 | Veronika Bartock 1813–1890                 |                                            |                                            | Roger Leopold Pallavicini 1814–1874               | Roger Leopold Pallavicini 1814–1874               | Roger Leopold Pallavicini 1814–1874               | Roger Leopold Pallavicini 1814–1874               | Roger Leopold Pallavicini 1814–1874               | Roger Leopold Pallavicini 1814–1874               |  |  | Eulalie Vay de Vaya 1812–1873         | Eulalie Vay de Vaya 1812–1873         | Eulalie Vay de Vaya 1812–1873         | Eulalie Vay de Vaya 1812–1873         | Eulalie Vay de Vaya 1812–1873         | Eulalie Vay de Vaya 1812–1873         |  |  | Osvald Pallavicini 1817–1877 | Osvald Pallavicini 1817–1877 | Osvald Pallavicini 1817–1877 | Osvald Pallavicini 1817–1877 | Osvald Pallavicini 1817–1877 | Osvald Pallavicini 1817–1877 |  |  | Helena Zichy de Zich et Vásonykeö 1834–1883 | Helena Zichy de Zich et Vásonykeö 1834–1883 | Helena Zichy de Zich et Vásonykeö 1834–1883 | Helena Zichy de Zich et Vásonykeö 1834–1883 | Helena Zichy de Zich et Vásonykeö 1834–1883 | Helena Zichy de Zich et Vásonykeö 1834–1883 |  |  |
|                                      |                                      |                                      |                                      |                                      |                                      |                                  |                                  |                                      |                                      |                                      |                                      |                                      |                                      |                                  |                                  |                                 |                                 |                                                 |                                                 |                                                 |                                                 |                                                 |                                                 |                                                 |                                                 |                                                 |                                                 |                                                 |                                                 |                                      |                                      |                                      |                                      |                                      |                                      |                                      |                                      |  |  |                                        |                                        |                                        |                                        |                                        |                                        |  |  |                                   |                                   |                                   |                                   |                                   |                                   |                               |                               |                                           |                                           |                                           |                                           |                                            |                                            |                                            |                                            |                                                   |                                                   |                                                   |                                                   |                                                   |                                                   |  |  |                                       |                                       |                                       |                                       |                                       |                                       |  |  |                              |                              |                              |                              |                              |                              |  |  |                                             |                                             |                                             |                                             |                                             |                                             |  |  |
|                                      |                                      |                                      |                                      |                                      |                                      |                                  |                                  |                                      |                                      |                                      |                                      |                                      |                                      |                                  |                                  |                                 |                                 |                                                 |                                                 |                                                 |                                                 |                                                 |                                                 |                                                 |                                                 |                                                 |                                                 |                                                 |                                                 |                                      |                                      |                                      |                                      |                                      |                                      |                                      |                                      |  |  |                                        |                                        |                                        |                                        |                                        |                                        |  |  |                                   |                                   |                                   |                                   |                                   |                                   |                               |                               |                                           |                                           |                                           |                                           |                                            |                                            |                                            |                                            |                                                   |                                                   |                                                   |                                                   |                                                   |                                                   |  |  |                                       |                                       |                                       |                                       |                                       |                                       |  |  |                              |                              |                              |                              |                              |                              |  |  |                                             |                                             |                                             |                                             |                                             |                                             |  |  |
| Leopoldina Pallavicini 1845–1928     | Leopoldina Pallavicini 1845–1928     | Leopoldina Pallavicini 1845–1928     | Leopoldina Pallavicini 1845–1928     | Leopoldina Pallavicini 1845–1928     | Leopoldina Pallavicini 1845–1928     |                                  |                                  | Karel Paar 1834–1917                 | Karel Paar 1834–1917                 | Karel Paar 1834–1917                 | Karel Paar 1834–1917                 | Karel Paar 1834–1917                 | Karel Paar 1834–1917                 |                                  |                                  | 4. Tereza Pallavicini 1846–1916 | 4. Tereza Pallavicini 1846–1916 | 4. Tereza Pallavicini 1846–1916                 | 4. Tereza Pallavicini 1846–1916                 | 4. Tereza Pallavicini 1846–1916                 | 4. Tereza Pallavicini 1846–1916                 |                                                 |                                                 | Josefína Pallavicini 1849–1923                  | Josefína Pallavicini 1849–1923                  | Josefína Pallavicini 1849–1923                  | Josefína Pallavicini 1849–1923                  | Josefína Pallavicini 1849–1923                  | Josefína Pallavicini 1849–1923                  |                                      |                                      | Karel Trauttmansdorff 1845–1921      | Karel Trauttmansdorff 1845–1921      | Karel Trauttmansdorff 1845–1921      | Karel Trauttmansdorff 1845–1921      | Karel Trauttmansdorff 1845–1921      | Karel Trauttmansdorff 1845–1921      |  |  | Gabriela Pallavicini 1851–1883         | Gabriela Pallavicini 1851–1883         | Gabriela Pallavicini 1851–1883         | Gabriela Pallavicini 1851–1883         | Gabriela Pallavicini 1851–1883         | Gabriela Pallavicini 1851–1883         |  |  | Leopold z Ludwigsdorffu 1843–1906 | Leopold z Ludwigsdorffu 1843–1906 | Leopold z Ludwigsdorffu 1843–1906 | Leopold z Ludwigsdorffu 1843–1906 | Leopold z Ludwigsdorffu 1843–1906 | Leopold z Ludwigsdorffu 1843–1906 |                               |                               | 6. Alexander Oswald Pallavicini 1853–1933 | 6. Alexander Oswald Pallavicini 1853–1933 | 6. Alexander Oswald Pallavicini 1853–1933 | 6. Alexander Oswald Pallavicini 1853–1933 | 6. Alexander Oswald Pallavicini 1853–1933  | 6. Alexander Oswald Pallavicini 1853–1933  |                                            |                                            | 5. Irma Széchényi ze Sárvár-Felsövidéku 1855–1932 | 5. Irma Széchényi ze Sárvár-Felsövidéku 1855–1932 | 5. Irma Széchényi ze Sárvár-Felsövidéku 1855–1932 | 5. Irma Széchényi ze Sárvár-Felsövidéku 1855–1932 | 5. Irma Széchényi ze Sárvár-Felsövidéku 1855–1932 | 5. Irma Széchényi ze Sárvár-Felsövidéku 1855–1932 |  |  | 7. Alfons Ernst Pallavicini 1859–1938 | 7. Alfons Ernst Pallavicini 1859–1938 | 7. Alfons Ernst Pallavicini 1859–1938 | 7. Alfons Ernst Pallavicini 1859–1938 | 7. Alfons Ernst Pallavicini 1859–1938 | 7. Alfons Ernst Pallavicini 1859–1938 |  |  |                              |                              |                              |                              |                              |                              |  |  |                                             |                                             |                                             |                                             |                                             |                                             |  |  |
| Leopoldina Pallavicini 1845–1928     | Leopoldina Pallavicini 1845–1928     | Leopoldina Pallavicini 1845–1928     | Leopoldina Pallavicini 1845–1928     | Leopoldina Pallavicini 1845–1928     | Leopoldina Pallavicini 1845–1928     |                                  |                                  | Karel Paar 1834–1917                 | Karel Paar 1834–1917                 | Karel Paar 1834–1917                 | Karel Paar 1834–1917                 | Karel Paar 1834–1917                 | Karel Paar 1834–1917                 |                                  |                                  | 4. Tereza Pallavicini 1846–1916 | 4. Tereza Pallavicini 1846–1916 | 4. Tereza Pallavicini 1846–1916                 | 4. Tereza Pallavicini 1846–1916                 | 4. Tereza Pallavicini 1846–1916                 | 4. Tereza Pallavicini 1846–1916                 |                                                 |                                                 | Josefína Pallavicini 1849–1923                  | Josefína Pallavicini 1849–1923                  | Josefína Pallavicini 1849–1923                  | Josefína Pallavicini 1849–1923                  | Josefína Pallavicini 1849–1923                  | Josefína Pallavicini 1849–1923                  |                                      |                                      | Karel Trauttmansdorff 1845–1921      | Karel Trauttmansdorff 1845–1921      | Karel Trauttmansdorff 1845–1921      | Karel Trauttmansdorff 1845–1921      | Karel Trauttmansdorff 1845–1921      | Karel Trauttmansdorff 1845–1921      |  |  | Gabriela Pallavicini 1851–1883         | Gabriela Pallavicini 1851–1883         | Gabriela Pallavicini 1851–1883         | Gabriela Pallavicini 1851–1883         | Gabriela Pallavicini 1851–1883         | Gabriela Pallavicini 1851–1883         |  |  | Leopold z Ludwigsdorffu 1843–1906 | Leopold z Ludwigsdorffu 1843–1906 | Leopold z Ludwigsdorffu 1843–1906 | Leopold z Ludwigsdorffu 1843–1906 | Leopold z Ludwigsdorffu 1843–1906 | Leopold z Ludwigsdorffu 1843–1906 |                               |                               | 6. Alexander Oswald Pallavicini 1853–1933 | 6. Alexander Oswald Pallavicini 1853–1933 | 6. Alexander Oswald Pallavicini 1853–1933 | 6. Alexander Oswald Pallavicini 1853–1933 | 6. Alexander Oswald Pallavicini 1853–1933  | 6. Alexander Oswald Pallavicini 1853–1933  |                                            |                                            | 5. Irma Széchényi ze Sárvár-Felsövidéku 1855–1932 | 5. Irma Széchényi ze Sárvár-Felsövidéku 1855–1932 | 5. Irma Széchényi ze Sárvár-Felsövidéku 1855–1932 | 5. Irma Széchényi ze Sárvár-Felsövidéku 1855–1932 | 5. Irma Széchényi ze Sárvár-Felsövidéku 1855–1932 | 5. Irma Széchényi ze Sárvár-Felsövidéku 1855–1932 |  |  | 7. Alfons Ernst Pallavicini 1859–1938 | 7. Alfons Ernst Pallavicini 1859–1938 | 7. Alfons Ernst Pallavicini 1859–1938 | 7. Alfons Ernst Pallavicini 1859–1938 | 7. Alfons Ernst Pallavicini 1859–1938 | 7. Alfons Ernst Pallavicini 1859–1938 |  |  |                              |                              |                              |                              |                              |                              |  |  |                                             |                                             |                                             |                                             |                                             |                                             |  |  |
|                                      |                                      |                                      |                                      |                                      |                                      |                                  |                                  |                                      |                                      |                                      |                                      |                                      |                                      |                                  |                                  |                                 |                                 |                                                 |                                                 |                                                 |                                                 |                                                 |                                                 |                                                 |                                                 |                                                 |                                                 |                                                 |                                                 |                                      |                                      |                                      |                                      |                                      |                                      |                                      |                                      |  |  |                                        |                                        |                                        |                                        |                                        |                                        |  |  |                                   |                                   |                                   |                                   |                                   |                                   |                               |                               |                                           |                                           |                                           |                                           |                                            |                                            |                                            |                                            |                                                   |                                                   |                                                   |                                                   |                                                   |                                                   |  |  |                                       |                                       |                                       |                                       |                                       |                                       |  |  |                              |                              |                              |                              |                              |                              |  |  |                                             |                                             |                                             |                                             |                                             |                                             |  |  |
|                                      |                                      |                                      |                                      |                                      |                                      |                                  |                                  |                                      |                                      |                                      |                                      |                                      |                                      |                                  |                                  |                                 |                                 |                                                 |                                                 |                                                 |                                                 |                                                 |                                                 |                                                 |                                                 |                                                 |                                                 |                                                 |                                                 |                                      |                                      |                                      |                                      |                                      |                                      |                                      |                                      |  |  |                                        |                                        |                                        |                                        |                                        |                                        |  |  |                                   |                                   |                                   |                                   |                                   |                                   |                               |                               |                                           |                                           |                                           |                                           |                                            |                                            |                                            |                                            |                                                   |                                                   |                                                   |                                                   |                                                   |                                                   |  |  |                                       |                                       |                                       |                                       |                                       |                                       |  |  |                              |                              |                              |                              |                              |                              |  |  |                                             |                                             |                                             |                                             |                                             |                                             |  |  |
|                                      |                                      |                                      |                                      |                                      |                                      |                                  |                                  |                                      |                                      |                                      |                                      |                                      |                                      |                                  |                                  |                                 |                                 |                                                 |                                                 |                                                 |                                                 |                                                 |                                                 |                                                 |                                                 |                                                 |                                                 |                                                 |                                                 | 3. Karel Pallavicini 1877–1900       | 3. Karel Pallavicini 1877–1900       | 3. Karel Pallavicini 1877–1900       | 3. Karel Pallavicini 1877–1900       | 3. Karel Pallavicini 1877–1900       | 3. Karel Pallavicini 1877–1900       |                                      |                                      |  |  | Alfons Alexander Pallavicini 1883–1958 | Alfons Alexander Pallavicini 1883–1958 | Alfons Alexander Pallavicini 1883–1958 | Alfons Alexander Pallavicini 1883–1958 | Alfons Alexander Pallavicini 1883–1958 | Alfons Alexander Pallavicini 1883–1958 |  |  |                                   |                                   |                                   |                                   | Maria von Wenckheim 1898–1977     | Maria von Wenckheim 1898–1977     | Maria von Wenckheim 1898–1977 | Maria von Wenckheim 1898–1977 | Maria von Wenckheim 1898–1977             | Maria von Wenckheim 1898–1977             |                                           |                                           | 8. Alexander Koloman Pallavicini 1890–1941 | 8. Alexander Koloman Pallavicini 1890–1941 | 8. Alexander Koloman Pallavicini 1890–1941 | 8. Alexander Koloman Pallavicini 1890–1941 | 8. Alexander Koloman Pallavicini 1890–1941        | 8. Alexander Koloman Pallavicini 1890–1941        |                                                   |                                                   |                                                   |                                                   |  |  |                                       |                                       |                                       |                                       |                                       |                                       |  |  |                              |                              |                              |                              |                              |                              |  |  |                                             |                                             |                                             |                                             |                                             |                                             |  |  |
|                                      |                                      |                                      |                                      |                                      |                                      |                                  |                                  |                                      |                                      |                                      |                                      |                                      |                                      |                                  |                                  |                                 |                                 |                                                 |                                                 |                                                 |                                                 |                                                 |                                                 |                                                 |                                                 |                                                 |                                                 |                                                 |                                                 | 3. Karel Pallavicini 1877–1900       | 3. Karel Pallavicini 1877–1900       | 3. Karel Pallavicini 1877–1900       | 3. Karel Pallavicini 1877–1900       | 3. Karel Pallavicini 1877–1900       | 3. Karel Pallavicini 1877–1900       |                                      |                                      |  |  | Alfons Alexander Pallavicini 1883–1958 | Alfons Alexander Pallavicini 1883–1958 | Alfons Alexander Pallavicini 1883–1958 | Alfons Alexander Pallavicini 1883–1958 | Alfons Alexander Pallavicini 1883–1958 | Alfons Alexander Pallavicini 1883–1958 |  |  |                                   |                                   |                                   |                                   | Maria von Wenckheim 1898–1977     | Maria von Wenckheim 1898–1977     | Maria von Wenckheim 1898–1977 | Maria von Wenckheim 1898–1977 | Maria von Wenckheim 1898–1977             | Maria von Wenckheim 1898–1977             |                                           |                                           | 8. Alexander Koloman Pallavicini 1890–1941 | 8. Alexander Koloman Pallavicini 1890–1941 | 8. Alexander Koloman Pallavicini 1890–1941 | 8. Alexander Koloman Pallavicini 1890–1941 | 8. Alexander Koloman Pallavicini 1890–1941        | 8. Alexander Koloman Pallavicini 1890–1941        |                                                   |                                                   |                                                   |                                                   |  |  |                                       |                                       |                                       |                                       |                                       |                                       |  |  |                              |                              |                              |                              |                              |                              |  |  |                                             |                                             |                                             |                                             |                                             |                                             |  |  |
|                                      |                                      |                                      |                                      |                                      |                                      |                                  |                                  |                                      |                                      |                                      |                                      |                                      |                                      |                                  |                                  |                                 |                                 |                                                 |                                                 |                                                 |                                                 |                                                 |                                                 |                                                 |                                                 |                                                 |                                                 |                                                 |                                                 |                                      |                                      |                                      |                                      |                                      |                                      |                                      |                                      |  |  |                                        |                                        |                                        |                                        |                                        |                                        |  |  |                                   |                                   |                                   |                                   |                                   |                                   |                               |                               |                                           |                                           |                                           |                                           |                                            |                                            |                                            |                                            |                                                   |                                                   |                                                   |                                                   |                                                   |                                                   |  |  |                                       |                                       |                                       |                                       |                                       |                                       |  |  |                              |                              |                              |                              |                              |                              |  |  |                                             |                                             |                                             |                                             |                                             |                                             |  |  |
|                                      |                                      |                                      |                                      |                                      |                                      |                                  |                                  |                                      |                                      |                                      |                                      |                                      |                                      |                                  |                                  |                                 |                                 |                                                 |                                                 |                                                 |                                                 |                                                 |                                                 |                                                 |                                                 |                                                 |                                                 |                                                 |                                                 |                                      |                                      |                                      |                                      |                                      |                                      |                                      |                                      |  |  |                                        |                                        |                                        |                                        |                                        |                                        |  |  |                                   |                                   |                                   |                                   |                                   |                                   |                               |                               |                                           |                                           |                                           |                                           |                                            |                                            |                                            |                                            |                                                   |                                                   |                                                   |                                                   |                                                   |                                                   |  |  |                                       |                                       |                                       |                                       |                                       |                                       |  |  |                              |                              |                              |                              |                              |                              |  |  |                                             |                                             |                                             |                                             |                                             |                                             |  |  |
| Karl Alexander Pallavicini 1923–2004 | Karl Alexander Pallavicini 1923–2004 | Karl Alexander Pallavicini 1923–2004 | Karl Alexander Pallavicini 1923–2004 | Karl Alexander Pallavicini 1923–2004 | Karl Alexander Pallavicini 1923–2004 |                                  |                                  | Avagora degli Azzoni Avagadro * 1926 | Avagora degli Azzoni Avagadro * 1926 | Avagora degli Azzoni Avagadro * 1926 | Avagora degli Azzoni Avagadro * 1926 | Avagora degli Azzoni Avagadro * 1926 | Avagora degli Azzoni Avagadro * 1926 |                                  |                                  | I. Maria Kinsky 1924–1960       | I. Maria Kinsky 1924–1960       | I. Maria Kinsky 1924–1960                       | I. Maria Kinsky 1924–1960                       | I. Maria Kinsky 1924–1960                       | I. Maria Kinsky 1924–1960                       |                                                 |                                                 | Friedrich Pallavicini * 1924                    | Friedrich Pallavicini * 1924                    | Friedrich Pallavicini * 1924                    | Friedrich Pallavicini * 1924                    | Friedrich Pallavicini * 1924                    | Friedrich Pallavicini * 1924                    |                                      |                                      | II. Helene von Württemberg 1929–2021 | II. Helene von Württemberg 1929–2021 | II. Helene von Württemberg 1929–2021 | II. Helene von Württemberg 1929–2021 | II. Helene von Württemberg 1929–2021 | II. Helene von Württemberg 1929–2021 |  |  | Alexander Pallavicini 1929–1983        | Alexander Pallavicini 1929–1983        | Alexander Pallavicini 1929–1983        | Alexander Pallavicini 1929–1983        | Alexander Pallavicini 1929–1983        | Alexander Pallavicini 1929–1983        |  |  | Mathilde Maleta * 1936            | Mathilde Maleta * 1936            | Mathilde Maleta * 1936            | Mathilde Maleta * 1936            | Mathilde Maleta * 1936            | Mathilde Maleta * 1936            |                               |                               | I. David Winthrop Hart 1927–2004          | I. David Winthrop Hart 1927–2004          | I. David Winthrop Hart 1927–2004          | I. David Winthrop Hart 1927–2004          | I. David Winthrop Hart 1927–2004           | I. David Winthrop Hart 1927–2004           |                                            |                                            | Elisabeth Pallavicini * 1933                      | Elisabeth Pallavicini * 1933                      | Elisabeth Pallavicini * 1933                      | Elisabeth Pallavicini * 1933                      | Elisabeth Pallavicini * 1933                      | Elisabeth Pallavicini * 1933                      |  |  | II. Ferdinand Arco 1921–2004          | II. Ferdinand Arco 1921–2004          | II. Ferdinand Arco 1921–2004          | II. Ferdinand Arco 1921–2004          | II. Ferdinand Arco 1921–2004          | II. Ferdinand Arco 1921–2004          |  |  |                              |                              |                              |                              |                              |                              |  |  |                                             |                                             |                                             |                                             |                                             |                                             |  |  |
| Karl Alexander Pallavicini 1923–2004 | Karl Alexander Pallavicini 1923–2004 | Karl Alexander Pallavicini 1923–2004 | Karl Alexander Pallavicini 1923–2004 | Karl Alexander Pallavicini 1923–2004 | Karl Alexander Pallavicini 1923–2004 |                                  |                                  | Avagora degli Azzoni Avagadro * 1926 | Avagora degli Azzoni Avagadro * 1926 | Avagora degli Azzoni Avagadro * 1926 | Avagora degli Azzoni Avagadro * 1926 | Avagora degli Azzoni Avagadro * 1926 | Avagora degli Azzoni Avagadro * 1926 |                                  |                                  | I. Maria Kinsky 1924–1960       | I. Maria Kinsky 1924–1960       | I. Maria Kinsky 1924–1960                       | I. Maria Kinsky 1924–1960                       | I. Maria Kinsky 1924–1960                       | I. Maria Kinsky 1924–1960                       |                                                 |                                                 | Friedrich Pallavicini * 1924                    | Friedrich Pallavicini * 1924                    | Friedrich Pallavicini * 1924                    | Friedrich Pallavicini * 1924                    | Friedrich Pallavicini * 1924                    | Friedrich Pallavicini * 1924                    |                                      |                                      | II. Helene von Württemberg 1929–2021 | II. Helene von Württemberg 1929–2021 | II. Helene von Württemberg 1929–2021 | II. Helene von Württemberg 1929–2021 | II. Helene von Württemberg 1929–2021 | II. Helene von Württemberg 1929–2021 |  |  | Alexander Pallavicini 1929–1983        | Alexander Pallavicini 1929–1983        | Alexander Pallavicini 1929–1983        | Alexander Pallavicini 1929–1983        | Alexander Pallavicini 1929–1983        | Alexander Pallavicini 1929–1983        |  |  | Mathilde Maleta * 1936            | Mathilde Maleta * 1936            | Mathilde Maleta * 1936            | Mathilde Maleta * 1936            | Mathilde Maleta * 1936            | Mathilde Maleta * 1936            |                               |                               | I. David Winthrop Hart 1927–2004          | I. David Winthrop Hart 1927–2004          | I. David Winthrop Hart 1927–2004          | I. David Winthrop Hart 1927–2004          | I. David Winthrop Hart 1927–2004           | I. David Winthrop Hart 1927–2004           |                                            |                                            | Elisabeth Pallavicini * 1933                      | Elisabeth Pallavicini * 1933                      | Elisabeth Pallavicini * 1933                      | Elisabeth Pallavicini * 1933                      | Elisabeth Pallavicini * 1933                      | Elisabeth Pallavicini * 1933                      |  |  | II. Ferdinand Arco 1921–2004          | II. Ferdinand Arco 1921–2004          | II. Ferdinand Arco 1921–2004          | II. Ferdinand Arco 1921–2004          | II. Ferdinand Arco 1921–2004          | II. Ferdinand Arco 1921–2004          |  |  |                              |                              |                              |                              |                              |                              |  |  |                                             |                                             |                                             |                                             |                                             |                                             |  |  |
|                                      |                                      |                                      |                                      |                                      |                                      |                                  |                                  |                                      |                                      |                                      |                                      |                                      |                                      |                                  |                                  |                                 |                                 |                                                 |                                                 |                                                 |                                                 |                                                 |                                                 |                                                 |                                                 |                                                 |                                                 |                                                 |                                                 |                                      |                                      |                                      |                                      |                                      |                                      |                                      |                                      |  |  |                                        |                                        |                                        |                                        |                                        |                                        |  |  |                                   |                                   |                                   |                                   |                                   |                                   |                               |                               |                                           |                                           |                                           |                                           |                                            |                                            |                                            |                                            |                                                   |                                                   |                                                   |                                                   |                                                   |                                                   |  |  |                                       |                                       |                                       |                                       |                                       |                                       |  |  |                              |                              |                              |                              |                              |                              |  |  |                                             |                                             |                                             |                                             |                                             |                                             |  |  |
|                                      |                                      |                                      |                                      |                                      |                                      |                                  |                                  |                                      |                                      |                                      |                                      |                                      |                                      |                                  |                                  |                                 |                                 |                                                 |                                                 |                                                 |                                                 |                                                 |                                                 |                                                 |                                                 |                                                 |                                                 |                                                 |                                                 |                                      |                                      |                                      |                                      |                                      |                                      |                                      |                                      |  |  |                                        |                                        |                                        |                                        |                                        |                                        |  |  |                                   |                                   |                                   |                                   |                                   |                                   |                               |                               |                                           |                                           |                                           |                                           |                                            |                                            |                                            |                                            |                                                   |                                                   |                                                   |                                                   |                                                   |                                                   |  |  |                                       |                                       |                                       |                                       |                                       |                                       |  |  |                              |                              |                              |                              |                              |                              |  |  |                                             |                                             |                                             |                                             |                                             |                                             |  |  |
|                                      |                                      | Alfonso Pallavicini * 1964           | Alfonso Pallavicini * 1964           | Alfonso Pallavicini * 1964           | Alfonso Pallavicini * 1964           | Alfonso Pallavicini * 1964       | Alfonso Pallavicini * 1964       |                                      |                                      | Elisabeth d’Udekem d’Acoz * 1977     | Elisabeth d’Udekem d’Acoz * 1977     | Elisabeth d’Udekem d’Acoz * 1977     | Elisabeth d’Udekem d’Acoz * 1977     | Elisabeth d’Udekem d’Acoz * 1977 | Elisabeth d’Udekem d’Acoz * 1977 |                                 |                                 | Edoardo Pallavicini * 1965                      | Edoardo Pallavicini * 1965                      | Edoardo Pallavicini * 1965                      | Edoardo Pallavicini * 1965                      | Edoardo Pallavicini * 1965                      | Edoardo Pallavicini * 1965                      |                                                 |                                                 | Francesca Visconti di Modrone * 1972            | Francesca Visconti di Modrone * 1972            | Francesca Visconti di Modrone * 1972            | Francesca Visconti di Modrone * 1972            | Francesca Visconti di Modrone * 1972 | Francesca Visconti di Modrone * 1972 |                                      |                                      |                                      |                                      |                                      |                                      |  |  |                                        |                                        |                                        |                                        |                                        |                                        |  |  |                                   |                                   |                                   |                                   |                                   |                                   |                               |                               |                                           |                                           |                                           |                                           |                                            |                                            |                                            |                                            |                                                   |                                                   |                                                   |                                                   |                                                   |                                                   |  |  |                                       |                                       |                                       |                                       |                                       |                                       |  |  |                              |                              |                              |                              |                              |                              |  |  |                                             |                                             |                                             |                                             |                                             |                                             |  |  |
|                                      |                                      | Alfonso Pallavicini * 1964           | Alfonso Pallavicini * 1964           | Alfonso Pallavicini * 1964           | Alfonso Pallavicini * 1964           | Alfonso Pallavicini * 1964       | Alfonso Pallavicini * 1964       |                                      |                                      | Elisabeth d’Udekem d’Acoz * 1977     | Elisabeth d’Udekem d’Acoz * 1977     | Elisabeth d’Udekem d’Acoz * 1977     | Elisabeth d’Udekem d’Acoz * 1977     | Elisabeth d’Udekem d’Acoz * 1977 | Elisabeth d’Udekem d’Acoz * 1977 |                                 |                                 | Edoardo Pallavicini * 1965                      | Edoardo Pallavicini * 1965                      | Edoardo Pallavicini * 1965                      | Edoardo Pallavicini * 1965                      | Edoardo Pallavicini * 1965                      | Edoardo Pallavicini * 1965                      |                                                 |                                                 | Francesca Visconti di Modrone * 1972            | Francesca Visconti di Modrone * 1972            | Francesca Visconti di Modrone * 1972            | Francesca Visconti di Modrone * 1972            | Francesca Visconti di Modrone * 1972 | Francesca Visconti di Modrone * 1972 |                                      |                                      |                                      |                                      |                                      |                                      |  |  |                                        |                                        |                                        |                                        |                                        |                                        |  |  |                                   |                                   |                                   |                                   |                                   |                                   |                               |                               |                                           |                                           |                                           |                                           |                                            |                                            |                                            |                                            |                                                   |                                                   |                                                   |                                                   |                                                   |                                                   |  |  |                                       |                                       |                                       |                                       |                                       |                                       |  |  |                              |                              |                              |                              |                              |                              |  |  |                                             |                                             |                                             |                                             |                                             |                                             |  |  |